# Microtendipes tusimacedeus
Microtendipes tusimacedeus är en tvåvingeart som beskrevs av Sasa och Suzuki 1999. Microtendipes tusimacedeus ingår i släktet Microtendipes och familjen fjädermyggor. Inga underarter finns listade i Catalogue of Life.